# Waldburg-Wurzach
Waldburg-Wurzach fue un condado gobernado por la Casa de Waldburg, localizado en la frontera sudeste de Baden-Württemberg, Alemania, situado en torno a Wurzach (localizado a 15 kilómetros al oeste de Bad Waldsee). Waldburg-Wurzach era una partición de Waldburg-Zeil. Waldburg-Wurzach fue un condado hasta 1803, cuando fue elevado a principado poco antes de ser mediatizado a Wurtemberg en 1806.

## Gobernantes de Waldburg-Wurzach

### Condes de Waldburg-Wurzach (1674-1803)
- Sebastián Wunibald (1674-1700)
- Ernesto Jaime (1700-34)
- Francisco Ernesto (1734-81)
- Everardo I (1781-1803)

### Príncipe de Waldburg-Wurzach (1803-06)
- Everardo I (1803-06)

- Datos: Q4017762